# IAR 99
IAR 99 Șoim (Sokol) je enomotorno reaktivno šolsko vojaško letalo, ki so ga razvili v Romuniji. Lahko se uporablja tudi za jurišne napade in izvidništvo. IAR 99 je bil razvit kot naslednik češkoslovaških Aero L-29 Delfín in L-39 Albatros. Letalo poganja en turboreaktivni motor  Turbomecanica Mk632-41M, ki je licenčno grajeni Rolls-Royce Viper. Soim ima nizko nameščeno krilo brez naklona. 
Avioniko je dobavil izraelski Elbit. Dva katapultna sedeža (nič-nič) sta od britanskega Martin-Baker.

## Specifikacije

### Splošne karakteristike
- Posadka: 2 (pilot in inštruktor)
- Dolžina:  11,01 m (35 ft 9 in)
- Razpon kril: 9,85 m (32 ft 4 in)
- Višina: 3,9 m
- Površina kril: 18,7 m²
- Prazna teža: 3200 kg
- Naložena teža: 4400 kg (9700 lb)
- Maks. vzletna teža: 5560 kg (12260 lb)
- Motor: 1×turboreaktivni motor Turbomecanica (licenčno grajeni Rolls-Royce Viper) Mk632-41Ms 4000 lbf (17,8 kN) potiska

### Sposobnosti
- Maks. hitrost: 865 km/h (467 vozlov, 538 mph)
- Dolet: 1100 km
- Dolet (oborožen): 967 km
- Tipični bojni radij: 385 km
- Višina leta (servisna): 12900 m (42300 ft)
- Hitrost vzpenjanja: 17,5 m/s (3450 ft/min)
- Obremenitev kril: kg/m² ( lb/ft²)
- Razmerje potisk/teža: 0,57
- Vzletna razdalja: 450 m
- Pristajalna razdalja:  550 m
- Vzletna razdalja (oborožen): 960 m
- Pristajalna razdalja (oborožen): 600 m

### Oborožitev
- 4 podkrilni nosilci, vsak s kapaciteto 250 kg in en podtrupni nosilec s kapaciteto 400 kg
  - 23 mm Grjazev-Šipunov GŠ-23L top
  - BEM 250 bomba
  - BE 100 bomba
  - BE 50 bomba
  - Mk 82 bomba
  - Opher IR vodena bomba
  - LGB lasersko vodena bomba
  - LPR 57 izstreljevalec raket
  -  AA-8 Aphid / R60 raketa zrak-zrak
  - Python 3 raketa zrak-zrak
  - R-550 Magic II raketa zrak-zrak